# NGC 5417
NGC 5417 је спирална галаксија у сазвежђу Волар која се налази на NGC листи објеката дубоког неба.
Деклинација објекта је + 8° 2' 12" а ректасцензија 14h 2m 13,0s. Привидна величина (магнитуда) објекта NGC 5417 износи 12,9 а фотографска магнитуда 13,8. NGC 5417 је још познат и под ознакама UGC 8943, MCG 1-36-15, CGCG 46-39, PGC 49995.